# Nowa Gierłoż
Nowa Gierłoż (deutsch Neu Görlitz) ist ein Ort in der polnischen Woiwodschaft Ermland-Masuren. Er gehört zur Gmina Ostróda (Landgemeinde Osterode in Ostpreußen) im Powiat Ostródzki (Kreis Osterode in Ostpreußen).

## Geographische Lage
Nowa Gierłoż liegt im Westen der Woiwodschaft Ermland-Masuren, 14 Kilometer südwestlich der Kreisstadt Ostróda (deutsch Osterode in Ostpreußen).

## Geschichte
1886 ist das Gründungsjahr von Neu Görlitz. Der Förstereiort gehörte bis 1945 zum Staatsforst Liebemühl (polnisch Miłomłyn) und war in die Gemeinde Görlitz (polnisch Gierłoż) im Kreis Osterode in Ostpreußen eingegliedert.
Die Revierförsterei Görlitz umfasste 15 Hektar. Bis 1920 bewirtschaftete sie Revierförster Seydler, danach bis 1937 Oberförster Richard Wolk. Letzter Amtsinhaber war Willi Tomaschewski. Neben dem Forsthaus gehörten noch zwei Waldarbeiterhäuser zum Gebäudebestand von Neu Görlitz.
Mit der Abtretung des gesamten südlichen Ostpreußen in Kriegsfolge im Jahr 1945 kam  Neu Görlitz zu Polen und erhielt die polnische Namensform „Nowa Gierłoż“. Die heutige kleine Osada leśna (= „Waldsiedlung“) ist eine Ortschaft innerhalb der Landgemeinde Ostróda (Osterode i. Ostpr.) im Powiat Ostródzki (Kreis Osterode in Ostpreußen), bis 1998 der Woiwodschaft Olsztyn, seither der Woiwodschaft Ermland-Masuren zugehörig.

## Kirche
Bis 1945 war Neu Görlitz in die evangelische Kirche Leip (polnisch Luipowo) in der Kirchenprovinz Ostpreußen der Kirche der Altpreußischen Union, außerdem in die römisch-katholische Kirche Marienfelde (polnisch Glaznoty) eingepfarrt.
Heute gehört Nowa Gierłoż katholischerseits zur Pfarrei Reszki (Röschken) im Erzbistum Ermland, evangelischerseits zur evangelisch-methodistischen Kirche Lipowo bzw. zur evangelisch-augsburgischen Kirche Ostróda.

## Verkehr
Nowa Gierłoż liegt an einer Nebenstraße, die von Gierłoż (Görlitz) nach Samborowo ((Königlich) Bergfriede) führt. Eine Anbindung an den Bahnverkehr besteht nicht.